# Obadiah Bush
Obadiah Newcomb Bush (* 28. Januar 1797 in Penfield, Monroe County, New York; † 9. Februar 1851 auf See) war ein US-amerikanischer Lehrer und Politiker.
Bush war ein Vorfahr der US-Präsidenten George H. W. Bush und George W. Bush. Er war der Sohn des Schmieds Timothy Bush, Jr. (1761–1850) und Lydia Newcomb und verließ seine Heimatstadt während des Krieges von 1812. Am 8. November 1821 heiratete er Harriet Smith (1800–1867) in Rochester, New York. Sie hatten sieben Kinder, darunter James Smith Bush.
In Rochester wurde Bush Lehrer und beteiligte sich an einem Gremium, welches Schiedsleute ernannte. Er und sein Bruder Henry, ein Ofensetzer, waren als Abolitionisten bekannt. Er war Vizepräsident der American Anti-Slavery Society und unterstützte die Underground Railroad. Im Staatsparlament von New York beantragte er die Abspaltung des Bundesstaats von der Union aus Protest gegen die Sklaverei, woraufhin ihn The Rochester Daily Advertiser beschuldigte, die Anarchie auszurufen.
1849 ließ er Frau und Kinder zurück und reiste während des Goldrausches nach Kalifornien. Zwei Jahre später befand er sich auf dem Heimweg, um die Familie nachzuholen, als er an Bord eines Schiffes starb und eine Seebestattung erhielt.